# Sgonico
Sgonico (Sloveens: Zgonik) is een gemeente in de Italiaanse provincie Triëst (regio Friuli-Venezia Giulia) en telt 2130 inwoners (31-12-2004). De oppervlakte bedraagt 31,3 km², de bevolkingsdichtheid is 70 inwoners per km².

## Demografie
Sgonico telt ongeveer 848 huishoudens. Het aantal inwoners daalde in de periode 1991-2001 met 1,0% volgens cijfers uit de tienjaarlijkse volkstellingen van ISTAT. De meerderheid van de bevolking bestaat uit Slovenen.
| Jaar | Inwoneraantal |
| ---- | ------------- |
| 1991 | 2207          |
| 2001 | 2185          |

## Geografie
Sgonico grenst aan de volgende gemeenten: Duino-Aurisina (Devin-Nabrežina), Monrupino (Repentabor), Sežana (Slovenië), Triëst.
Duino-Aurisina · Monrupino · Muggia · San Dorligo della Valle · Sgonico · Triëst